# Montes Vascos
Montes vascos (en euskera Euskal Mendiak, Euskal Herriko atalasea o Euskal Herriko arkua, «arco vasco») es la denominación de una cordillera situada en el extremo septentrional de la península ibérica. Son la parte más oriental de cordillera Cantábrica, enlazando esta a los Pirineos. Componen las sierras interiores del Prepirineo vasco-navarro. Se extienden por el territorio del País Vasco y partes de Navarra y Burgos.

## Geografía
Se divide en dos alineaciones, una septentrional y otra meridional, que son mayoritariamente de naturaleza caliza, aunque también hay terrenos de areniscas y otros materiales. 

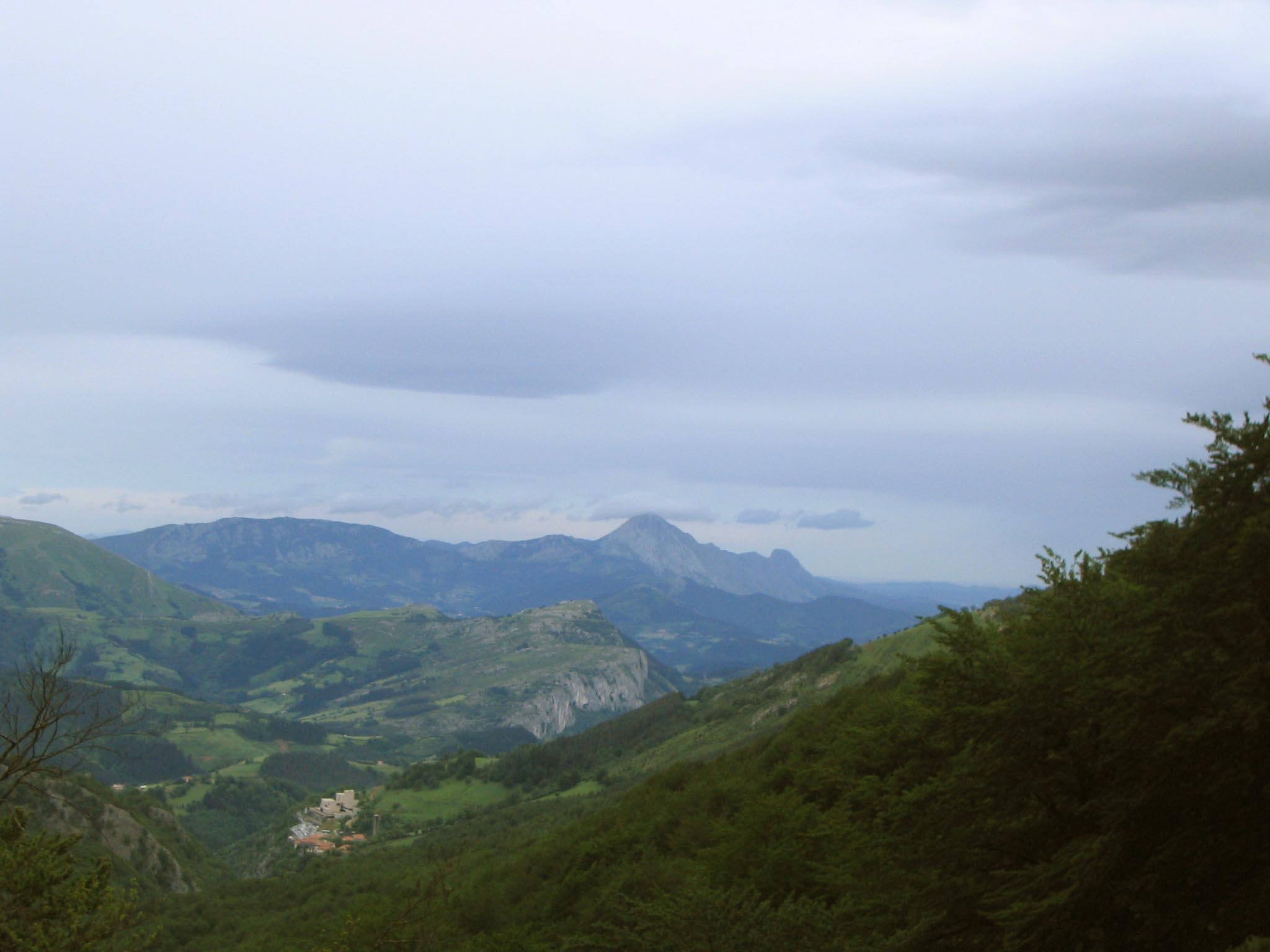
Panorámica desde Urbía, destacando al fondo los montes del Duranguesado con Amboto y Alluitz. Se aprecia claramente el Santuario de Aránzazu al pie de la imagen.

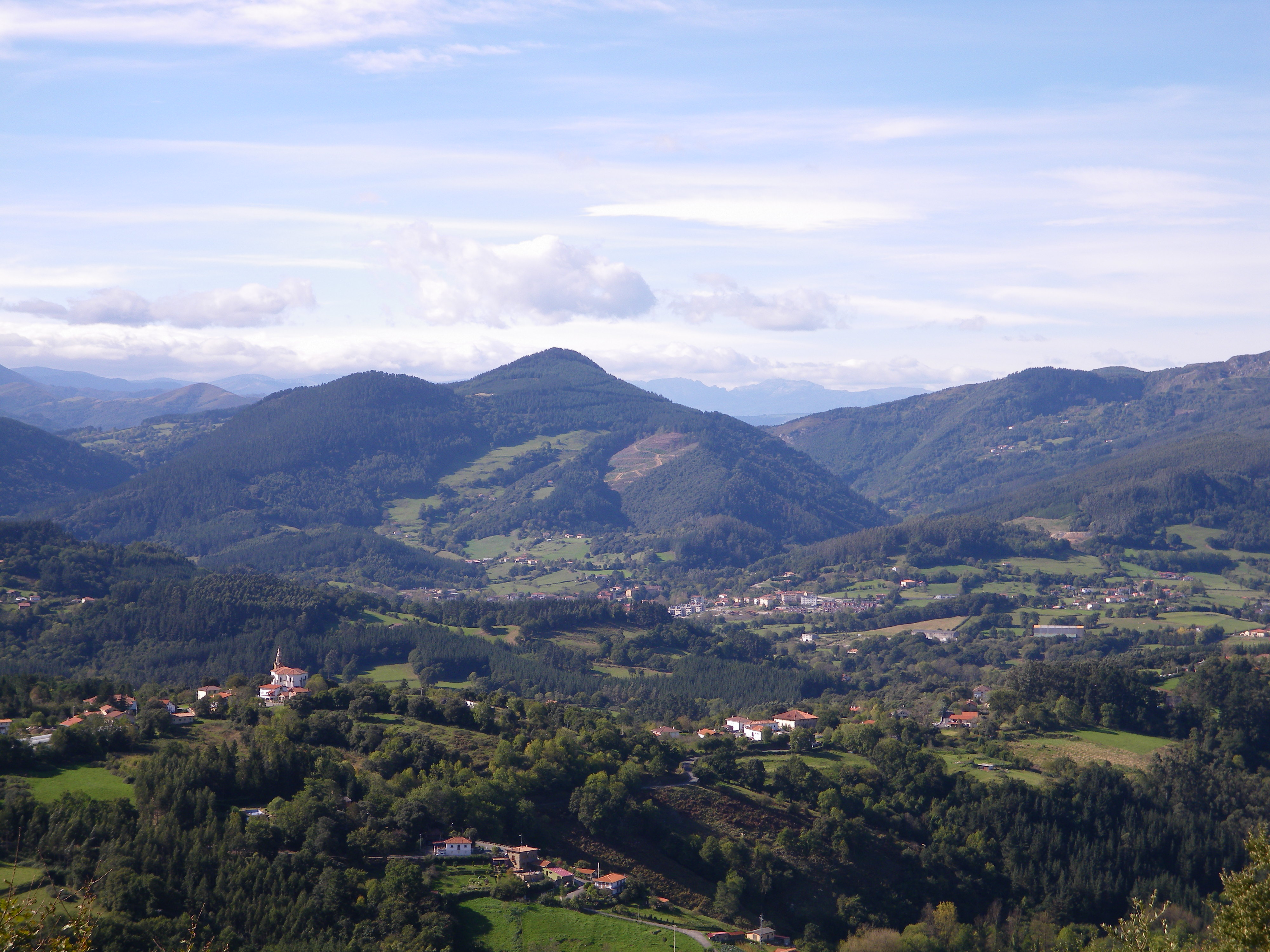
Típico paisaje de los montes vascos, donde destacan los bosques de pino insigne.

Sus montañas no tienen mucha altitud; la cumbre más alta es el Aquetegui con 1.551 m s. n. m., en el macizo del Aizcorri, pero ubican gran número de valles, lo que da una multitud de pequeñas comarcas. 
La alineación septentrional comprende de oeste a este el macizo Gorbea con la cota máxima de 1482 m, la más alta de Álava, sierras de Elguea, Aizcorri, Urkilla y Sierra de Altzania cuya máxima altitud es el Aratz con 1442 m s. n. m., y Aralar. Frente a estas formaciones se encuentran alineadas al sur dispuestas de oeste a este los montes de Iturrieta, Encía, las sierras Urbasa y Andía, con cota máxima en Beriáin con 1493 m s. n. m. Ambas alineaciones se encuentran separadas por una depresión de extensión decreciente según se aproxima a la Burunda navarra, donde la distancia entre ambas es la más estrecha, generando un corredor. Son destacables los montes del Duranguesado, enormes moles de calizas arrecifales que tienen al Amboto de 1331 metros como máxima altitud.
Sus laderas son suaves, aunque en los complejos calizos abundan los barrancos y cortes en la roca, en los que habitan diferentes aves, entre ellas muchos buitres. En el macizo del Amboto, en el desfiladero de Atzarte, se sitúa la más importante escuela de escalada en roca de toda España.

## Clima
Los montes vascos forman la división de aguas de las cuencas mediterráneas y atlánticas, el clima al norte de la cordillera es más suave y oceánico, típico de la llamada España Verde, mientras que al sur de la cordillera y en el interior el clima es más mediterráneo con algunos rasgos continentales, mostrando menos precipitaciones y siendo mucho más frío que los municipios costeros al norte de la cordillera. A grandes rasgos, toda la cordillera presenta un alto nivel de precipitaciones durante todo el año y las nieblas son frecuentes en los valles.
La cubierta de nieve es muy irregular durante la temporada de invierno. De noviembre a abril la cubierta de nieve se puede encontrar en las montañas vascas por encima de 700 metros, pero las condiciones climáticas siempre cambiantes del golfo de Vizcaya pueden traer grandes acumulaciones de nieve así como un repentino aumento de temperaturas, que puede derretir la nieve en pocos días debido al efecto Foehn. Esta fusión repentina puede causar problemas de inundación, especialmente en las llanuras del norte de Álava.

## Vegetación
Abunda la vegetación correspondiente al clima húmedo atlántico, con bosques de hoja caduca, como robles, hayas, tejos, abedules, castaños, arces, y otros de hoja perenne, como la encina cantábrica y el pino insigne, este último introducido por el hombre para su explotación. Algunas zonas con pino silvestre, quejigo y boj en la parte de los carasoles y también en barrancos húmedos.